# Waimuga
Die Waimuga (russisch Ва́ймуга) ist ein linker Nebenfluss der Jemza, ein linker Nebenfluss der Nördlichen Dwina, in der Oblast Archangelsk in Nordwestrussland.
Die Waimuga hat ihren Ursprung in dem kleinen See Obosero. Die Waimuga durchfließt eine sumpfige Waldlandschaft. Anfangs fließt sie nach Westen bis zur Einmündung der Werschinka. Danach wendet sie sich nach Norden und passiert die kleine Siedlung städtischen Typs Samoded. Nach Einmündung der Kima von links ändert die Waimuga ihren Kurs nach Osten. 18 km oberhalb der Mündung trifft ihr wichtigster Nebenfluss, die Kalaschma, von rechts, auf die Waimuga. Schließlich mündet die Waimuga bei Jemezk in die Jemza, 11 km oberhalb deren Mündung in die Nördliche Dwina.
Die Waimuga hat eine Länge von 152 km. Sie entwässert ein Areal von 4210 km². Der Fluss wird hauptsächlich von der Schneeschmelze gespeist. Im Mai führt die Waimuga Hochwasser.